# Mahājerān-e Kamar
Mahājerān-e Kamar (persiska: مهاجران كمر, مَهَجَرَن كَمَر, مُهاجِرانِ كَمَر) är en ort i Iran.   Den ligger i provinsen Markazi, i den centrala delen av landet, 260 km sydväst om huvudstaden Teheran. Mahājerān-e Kamar ligger 1 858 meter över havet och antalet invånare är 160.
Terrängen runt Mahājerān-e Kamar är varierad.Runt Mahājerān-e Kamar är det ganska tätbefolkat, med 54 invånare per kvadratkilometer. Närmaste större samhälle är Bāzneh, 19,5 km sydost om Mahājerān-e Kamar. Trakten runt Mahājerān-e Kamar består till största delen av jordbruksmark.